# Sluštice
Sluštice (en allemand : Sluschtitz) est une commune du district de Prague-Est, dans la région de Bohême-Centrale, en République tchèque. Sa population s'élevait à 496 habitants en 2018.

## Géographie
Sluštice se trouve à moins d'un kilomètre de la limite administrative de Prague et à 19 km à l'est-sud-est du centre de la capitale.
La commune est limitée au nord par Květnice et Dobročovice, à l'est par Zlatá et Škvorec, au sud par Březí et à l'ouest par Křenice et Sibřina.

## Histoire
La première mention écrite de la localité remonte à 1223.

## Transports
Par la route, Sluštice se trouve à 7 km de Říčany et à 28 km de Prague.